# Yardville
Yardville es un lugar designado por el censo ubicado en el condado de Mercer en el estado estadounidense de Nueva Jersey. En el año 2010 tenía una población de 7.186 habitantes.

## Geografía
Yardville se encuentra ubicado en las coordenadas 40°10′52.4″N 74°39′51.57″O / 40.181222, -74.6643250.